# Veu – Socialdemocràcia
Veu – Socialdemocràcia (en eslovac Hlas – sociálna demokracia, Hlas–SD) és un partit polític socialdemòcrata d'Eslovàquia. Va ser fundat l'any 2020 per dissidents de Direcció – Socialdemocràcia (Smer-SD) liderats per l'antic primer ministre Peter Pellegrini.
L'octubre de 2022 va ser admès com a membre associat del Partit dels Socialistes Europeus (PSE),  tot i que la seva adhesió es va suspendre posteriorment l'octubre de 2023.

## Història
El nou partit es va anunciar el 29 de juny de 2020, registrat pel Ministeri de l'Interior l'11 de setembre de 2020, havent presentat 94.000 signatures de suport. Tant Pellegrini, que lideraria la Veu, com deu diputats de Direcció abandonarien el seu antic partit per passar al bloc de No Adscrits. Immediatament després de la formació del partit, es va mantenir com a primera opció en la majoria de les enquestes d'opinió fins a principis de 2023, quan empataria en intenció de vot amb Direcció, en un context d'acusacions creuades entre els dos partits socialdemòcrates.
Finalment, a les eleccions legislatives de setembre de 2023 el partit aconseguiria la tercera posició i 27 diputats, conformant un govern de coalició amb Direcció i l'extrema dreta del Partit Nacional Eslovac. Més recentment, el partit aconseguiria la victòria en les eleccions presidencials de 2024, escollint així a Peter Pellegrini com a sisè president del país, convertint-se en l'únic polític que aconsegueix ostentar els tres majors càrrecs institucionals a Eslovàquia: el de Primer Ministre (entre el 2018 i 2020), President (a partir 2024) i President del Parlament (del 2023 al 2024). En aquest sentit, anunciaria dimitir com a líder de la Veu i abandonar el partit per a mantenir el criteri d'un President no partidista.

## Resultats electorals

### Consell Nacional
| Any  | Líder            | Vots    | %          | Pos. | Escons   | +/– | Govern                   |
| ---- | ---------------- | ------- | ---------- | ---- | -------- | --- | ------------------------ |
| 2023 | Peter Pellegrini | 436,415 | 14,7 / 100 | 3r   | 27 / 150 |     | Coalició (Smer–Hlas–SNS) |

### Presidencials
| Any  | Candidat         | 1a volta | 1a volta | 1a volta | 2a volta  | 2a volta   | 2a volta |
| Any  | Candidat         | Vots     | %        | Pos.     | Vots      | %          | Pos.     |
| ---- | ---------------- | -------- | -------- | -------- | --------- | ---------- | -------- |
| 2024 | Peter Pellegrini | 834,718  | 37 / 100 | 2n       | 1,409,255 | 53,1 / 100 | 1r       |

### Parlament Europeu
| Any  | Líder           | Vots    | %         | Pos. | Escons | +/– | Grup |
| ---- | --------------- | ------- | --------- | ---- | ------ | --- | ---- |
| 2024 | Branislav Becík | 106,076 | 7,2 / 100 | 4t   | 1 / 15 |     | NI   |

## Líders
| Líder | Líder             | Any          |
| ----- | ----------------- | ------------ |
| 1     | Peter Pellegrini  | 2020–2024    |
| 2     | Matúš Šutaj Eštok | 2024–present |